# Empis przhevalskii
Empis przhevalskii är en tvåvingeart som beskrevs av Igor Shamshev 2006. Empis przhevalskii ingår i släktet Empis och familjen dansflugor. Inga underarter finns listade i Catalogue of Life.